# Čačínska cerina
Čačínska cerina je přírodní rezervace v katastrálním území Čačín v obci Čerín v okrese Banská Bystrica v Banskobystrickém kraji na Slovensku. Území bylo vyhlášeno v roce 1993 a jeho rozloha je 2,56 hektaru. Předmětem ochrany jsou smíšené teplomilné doubravy s výskytem dubu ceru (Quercus cerris) v nejsevernější oblasti jeho přirozeného rozšíření.